# 카이 코바드
카이 코바드(Kay Kawād)는 페르시아 신화에 등장하는 인물이다. 
샤나메에 따르면, 카이 코바드는 마누세르의 후손으로 알보르즈 산에 살았는데 루스탐에 의해 에스타크스르(이스타크르)로 옮겨졌다.
노우자르 아래에서 후샹의 왕조는 약해지고 이란은 아니란 장군 아프라시아브에게 함락되었다. 그는 노우자르를 전쟁에서 죽였으나 그 후 코바드는 아프라시아브를 개인적인 싸움에서 패배시켰다. 그가 크스바러나xvarənah를 지녔기 때문에 이란인들에 의해 왕으로 선출되었다. 그리고 노우자르의 후손 조우, 가르샤습과 카스탐의 후손이 그에게 충성을 바쳤다.